# Wayaobulepis
Wayaobulepis è un genere estinto di pesci ossei appartenente agli attinotterigi, vissuto nel Triassico superiore in quella che è oggi la Cina settentrionale. La specie tipo (e l'unica nota finora) è Wayaobulepis zichangensis.

## Descrizione
Wayaobulepis era un pesce di grandi dimensioni per il suo ordine (Palaeonisciformes), con una lunghezza di circa 75 cm. Il corpo era allungato e fusiforme, mentre la testa, di dimensioni moderate, presentava un rostro relativamente acuto. Le orbite erano grandi e posizionate anteriormente, il preopercolo e il sospensorio risultavano molto obliqui. L’apertura orale era profonda, con mascella e mandibola piuttosto allungate: la mascella superiore era ingrossata nella parte posteriore, mentre la mandibola era priva del processo coronoide.
L’opercolo era molto grande e decisamente più esteso del subopercolo. Le pinne pelviche erano corte alla base, mentre la pinna dorsale era lunga alla base e dotata di due file di supporti ossei (radialia), situata posteriormente tra le pinne pelviche e l’anale. La pinna caudale era probabilmente eterocerca. I raggi delle pinne — eccetto quelli delle pinne pettorali, non noti — erano segmentati per tutta la loro lunghezza e coperti da smaltoide con creste longitudinali. Erano inoltre presenti fulcri basali e fulcri marginali sulle pinne dorsale, pelviche, anale e caudale.
Le scaglie erano piccole e romboidali, ornate da numerose creste oblique smaltate e con margini posteriori generalmente a pettine. Era sviluppata un’articolazione a incastro ("peg-and-socket"). Lungo tutto il margine dorsale del corpo erano presenti scaglie dorsali rinforzate.

## Classificazione
Wayaobulepis zichangensis venne descritto per la prima volta nel 1999, sulla base di resti fossili ritrovati nei sedimenti tardo-triassici nei pressi di Zichang, nella provincia di Shaanxi.  Wayaobulepis viene collocato all’interno dei Palaeonisciformes, un gruppo parafiletico di attinotterigi arcaici diffusi tra il Devoniano e il Cretaceo. Condivide diverse caratteristiche morfologiche con i generi Myriolepis e Gyrolepis, tra cui la forma del corpo e alcuni aspetti della struttura ossea.
Sebbene conservi tratti basali tipici dei palaeonisciformi, come il corpo fusiforme e la presenza di scaglie ganoidi, Wayaobulepis presenta anche caratteri più derivati: in particolare, l’opercolo di dimensioni maggiori rispetto al subopercolo, e la presenza di robuste scaglie dorsali lungo il margine superiore del corpo.